# Taleggio
Taleggio – miejscowość i gmina we Włoszech, w regionie Lombardia, w prowincji Bergamo.
Według danych na styczeń 2009 gminę zamieszkiwało 610 osób przy gęstości zaludnienia 13,1 os./1 km².